# 若松将弘
若松 将弘（わかまつ まさひろ、1974年10月7日 - ）は、元競輪選手。現役時代は日本競輪選手会愛知支部所属。日本競輪学校（当時。以下、競輪学校）第78期生で、同期には佐藤慎太郎、渡邉大吾らがいる。師匠は村佐庸（54期）。

## 来歴
西陵商業高校出身。高校時代はラガーマンで、全国高等学校ラグビーフットボール大会に出場経験がある。
競輪学校時代は、102戦77勝の成績を挙げ在校競走成績第1位。そして、卒業記念レースでも優勝を果たした。
1996年8月8日、名古屋競輪場でデビューし初勝利を挙げ、後2日間も勝利し、デビュー場所で完全優勝を果たした。
その後、先行、捲りを主体とした競走で、1998年の全日本新人王戦で決勝進出（6着）。2003年頃まで常時GIに参加していた。
のち、足首の怪我が原因で引退を決意。
2006年9月21日、当時競輪選手最高ランクだったS級1班在籍のまま選手登録消除。通算戦績は676戦158勝、優勝22回。